# Roland Thalmann
Roland Thalmann (* 5. August 1993 in Romoos) ist ein Schweizer Radrennfahrer.

## Sportlicher Werdegang
Thalmann hatte seinen ersten Vertrag bei einem internationalen Radsportteam ab der Saison 2015 beim Schweizer UCI Continental Team Roth-Akros, welches 2016 eine Lizenz als UCI Professional Continental Team besass. Er gewann 2016 die Bergwertung der Étoile de Bessèges.
Zur Saison 2018 wechselte Thalmann zum österreichischen Team Vorarlberg, bei dem ihm mit dem achten Platz bei der Trofeo Laigueglia 2018, dem zehnten Platz in der Gesamtwertung der Tour of Hainan 2018 und dem achten Gesamtwertungsrang bei der Tour of the Alps 2019 vordere Platzierungen in Wettbewerben hors catégorie gelangen. Im Jahr 2021 wurde er jeweils Gesamtwertungsiebter der Sibiu Cycling Tour und des Cro Race, Rennen der ersten UCI-Kategorie, und Gesamtzweiter der Tour de Savoie Mont-Blanc. In der Saison 2022 erzielte er seinen ersten internationalen Erfolg, als er die zweite Etappe der Tour Alsace gewann.
Nach fünf Jahren beim Team Vorarlberg wechselte Thalmann zur Saison 2023 zum neu als UCI ProTeam lizenzierten Tudor Pro Cycling Team.

## Erfolge
2016
- Bergwertung Étoile de Bessèges

2022
- eine Etappe und Bergwertung Tour Alsace